# Uskedal
Uskedal este o localitate din comuna Kvinnherad, provincia Hordaland, Norvegia, cu o suprafață de 0,69 km² și o populație de 690 locuitori (2013).